# Guilde de Saint-Luc

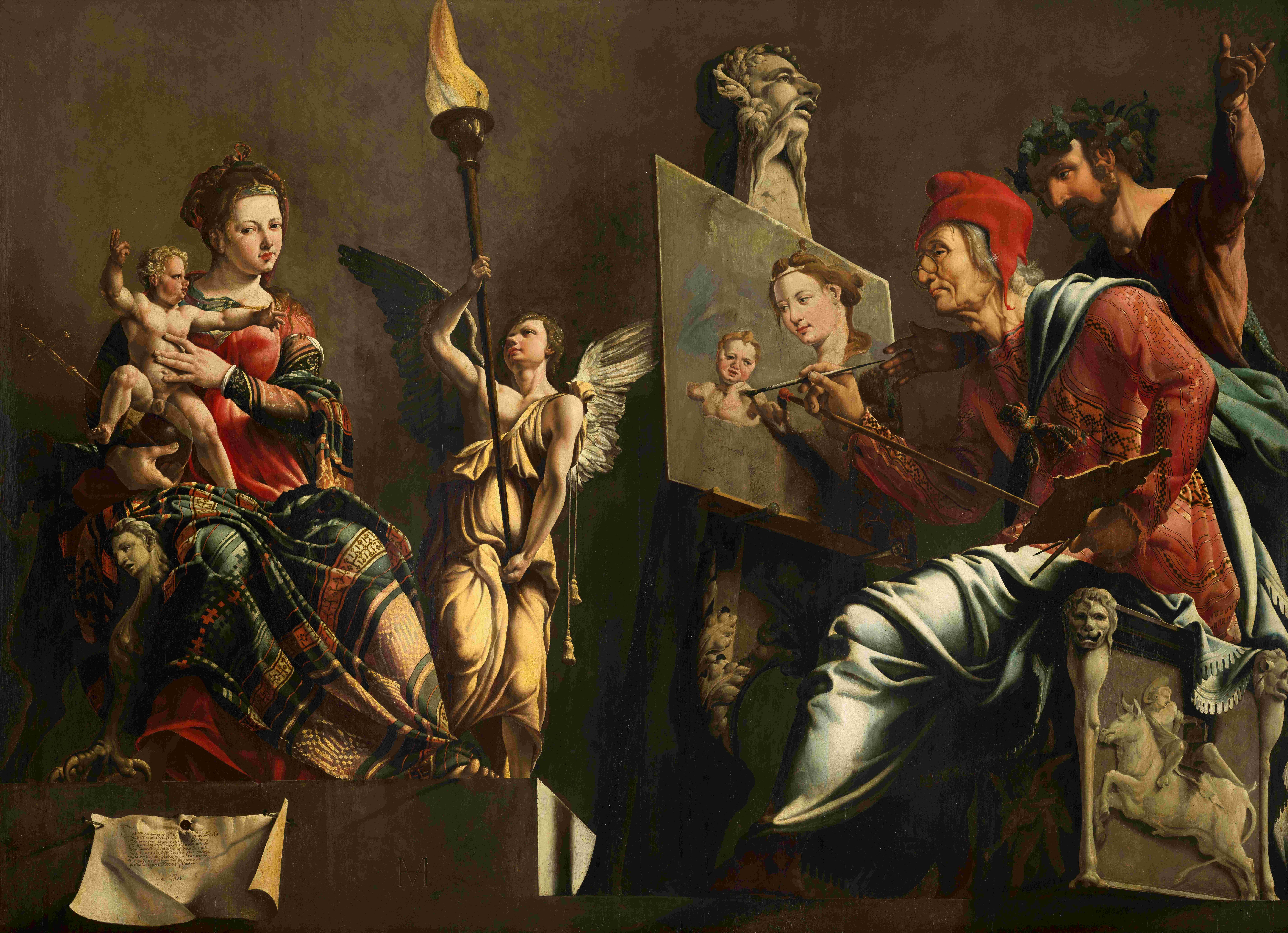
Saint Luc peignant la Madone, de Maarten van Heemskerck, 1532, musée Frans Hals, Haarlem.

La guilde de Saint-Luc ou gilde de saint Luc (aussi appelée corporation, société, confrérie ou compagnie de Saint-Luc) est une organisation corporative strictement réglementée de peintres, de graveurs, de sculpteurs et d'imprimeurs de la Renaissance, active dès la fin du XIII°siècle en Italie (Florence), aux Pays-Bas (Bruges, Anvers, Utrecht, Delft ou Leyde), les pays rhénans et la France. Chaque ville possède sa propre guilde. Ces guildes prennent ce nom en référence à saint Luc l'évangéliste, le saint patron des peintres. Dans certaines villes, comme à Anvers, un très grand nombre de métiers artistiques y sont représentés, tandis qu'à d'autres endroits comme Bruxelles, elles réunissent uniquement les peintres. Les autres métiers artistiques se retrouvent alors au sein d'autres confréries, sous la protection d'autres saints patrons.
Albrecht Dürer décrit dans son Journal de voyage le festin organisé en son honneur par la guilde de Saint-Luc d'Anvers :

« Quand on me conduisit à table, la foule des invités faisait la haie, comme pour un grand seigneur… Et, tandis que je siègeais ainsi à la place d'honneur, entra avec deux serviteurs le représentant du conseil de ville qui me donna quatre cruches de vin… Et vint ensuite Maître Pierre, charpentier de la Ville, qui m'offrit deux cruches de vin et ses compliments les plus courtois… Et tard dans la nuit, on me reconduisit solennellement aux flambeaux. »

— Rapporté par Erwin Panofsky dans La Vie et l'Art d'Albrecht Dürer.
Les guildes économiques connaissent un essor important dans les Pays-Bas dès le Moyen Âge, mais les guildes de Saint-Luc (en néerlandais Sint-Lucasgilde) à vocation artistique se développent plus tardivement, au début du XIVe siècle. Sous l'impulsion du commerce avec les nouvelles contrées d'Amérique, les villes flamandes deviennent d'importantes places commerciales. Anvers supplante alors Bruges et Bruxelles et s'enrichit rapidement grâce au commerce des épices (un comptoir portugais est ouvert en 1515) et le marché d'objets d'art et de luxe. D'importantes familles de commerçants et de banquiers, tels les Fugger et les Médicis, y ouvrent des bureaux et sont d'importants mécènes pour les artistes locaux.

## Organisation

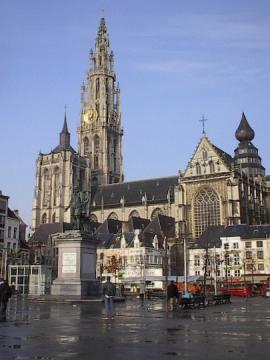
La guilde de Saint-Luc d’Anvers, entretenait un lieu permanent d'exposition à côté de la cathédrale de la ville.

Pour être admis dans une guilde, il fallait être en possession de ses droits de citoyen et avoir une propriété dans la ville. Les candidats au titre de maître, condition indispensable pour accéder à des postes importants au sein de la guilde et aux commandes les plus lucratives, devaient en outre être mariés. Lors de son admission, l'artiste recevait généralement une commande importante (par exemple un retable) du doyen de la guilde.
L'appartenance à une guilde signifiait pour les artistes une certaine sécurité à une époque d'instabilité économique, mais aussi de nouveaux défis. Pour la première fois, un marché de l'art se met en place, auquel seuls les maîtres patentés ont accès, et les artistes ont à affronter un public. La guilde garantissait un soutien aux artistes locaux en excluant la concurrence et offrait la possibilité d'ouvrir un atelier avec des apprentis qui n'avaient pas le droit de signer leurs œuvres, celles-ci étant automatiquement propriété du professeur. Attenant à l'atelier se trouve une boutique, et des foires annuelles ont lieu où les artistes exposent leurs œuvres. À Anvers, ainsi que dans d'autres grandes villes du Sud des Pays-Bas, la guilde effectuait un contrôle de la qualité des œuvres, à l'issue duquel elles étaient marquées au fer. Cette marque permettait à l'acheteur européen d'être certain de retrouver la qualité des œuvres anversoises. Des courtiers spécialisés étaient chargés de la diffusion des œuvres en Europe.
La guilde offrait de plus certaines assurances sociales aux artistes, par exemple en cas d'indigence ou de maladie. La guilde réglait aussi certains aspects religieux à la mort de l'artiste, son enterrement et le soutien aux membres de sa famille.

## Quelques guildes de Saint-Luc aux Pays-Bas et leurs membres

### Flandre - Pays-Bas méridionaux

#### Anvers

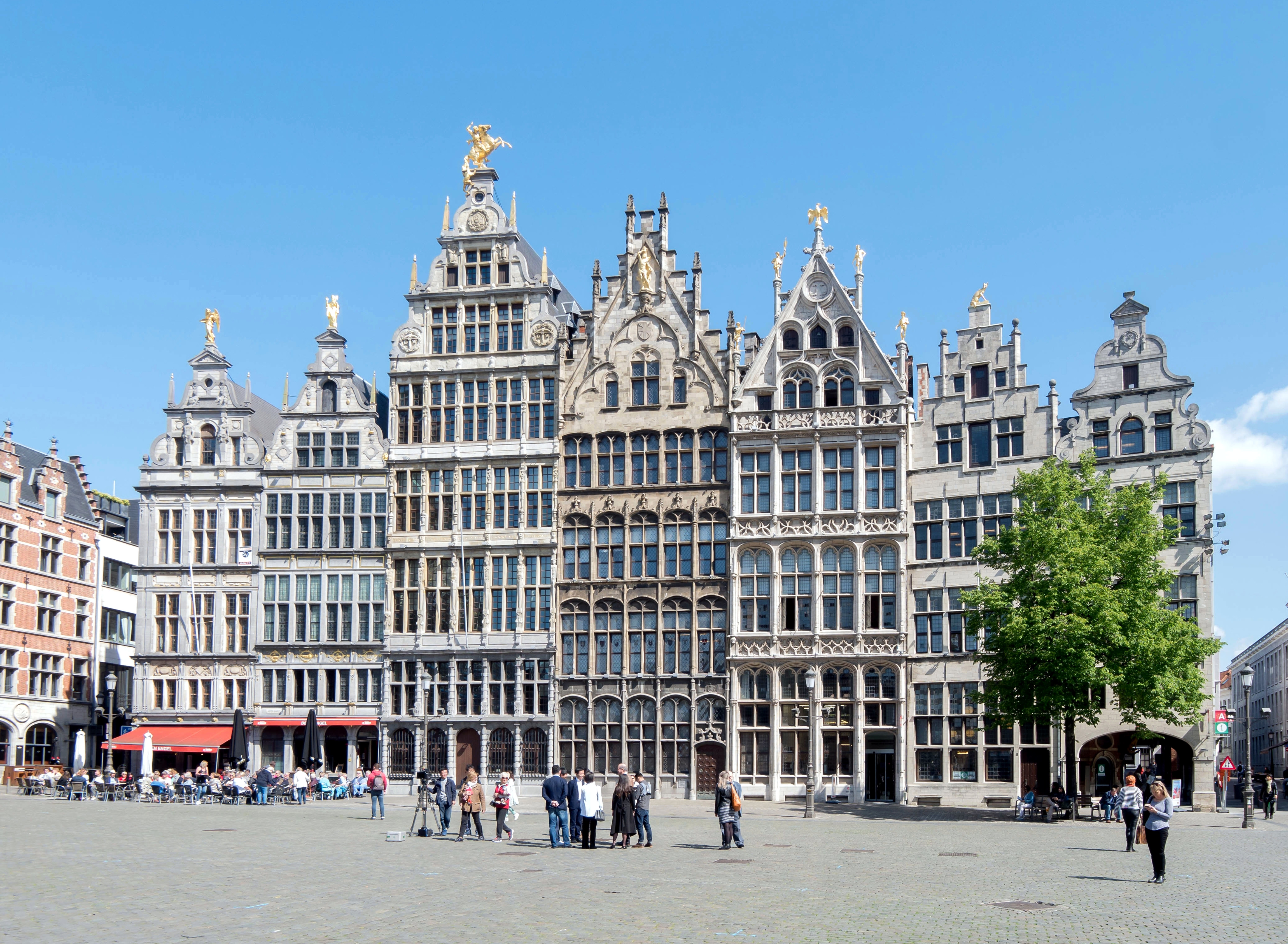
Les maisons des guildes à Anvers.

La guilde de Saint-Luc d'Anvers est à l'image de la ville au XVe siècle, première place commerciale d'Europe et deuxième ville après Paris par le nombre de ses habitants, on y trouve notamment quelques-uns des principaux représentants de la Renaissance puis du baroque flamand.
- 1493 : Goovaert Back, relieur, imprimeur, libraires
- Vers 1500 : le Monogrammiste de Brunswick
- 1515 : Joachim Patinier[6] (maître de Henri Bles)
- 1519 : Jan Sanders van Hemessen, doyen en 1548
- vers 1527 : Pieter Coecke van Aelst
- 1528 : Jan van Amstel
- vers 1530 : le Maître des demi-figures féminines
- 1535 : Henri Bles identifié comme Herry de Patinir
- 1548 : Catharina van Hemessen
- vers 1550 : Jan Van Wechelen
- 1550 : Christophe Plantin
- 1551 : 
  - Hendrik III van Cleve
  - Pieter Brueghel l'Ancien
- avant 1557 : Ioes Karest
- 1579 : les Ruckers, facteurs de clavecins, dont Hans et plusieurs de ses descendants
- 1580 : Adriaen Collaert, doyen en 1597
- 1585 : Gillis Congnet, doyen
- 1598 : Pierre Paul Rubens
- 1602 : Frans Snyders
- 1604 : Jan Wildens
- 1608 : Jacob van Hulsdonck
- 1612 : 
  - Peeter Snayers
  - Jan Collaert, doyen
- 1622 : Pieter van Mol
- 1625 : 
  - Adriaen van Utrecht
  - Pieter Brueghel le Jeune
- vers 1625 : Theodore Rombouts
- 1628 : Lodewijk de Vadder
- 1633-1634 : Érasme Quellin le Jeune
- 1645 : Jan van Kessel
- 1647-1648 : Jan Pauwel Gillemans l'Ancien (en)
- 1616-1698 : Anton Goubau
- 1631-1671 : Laureys Goubau
- 1717 : Jan Baptist Monteyne
- 1770 : Hendrik de Cort

#### Bruxelles
- Theodore van Heil (maître en 1668)
- Jean van der Bruggen (maître en 1679)

#### Tournai
- Rogier van der Weyden (maître en 1432)
- Michel Bouillon (maître en 1638)

#### Gand
- Jan Janssens (maître en 1621 et doyen en 1635 et 1646)

#### Rotterdam
- Adriaen van der Werff  (maître en 1676, puis doyen en 1691 et 1695)

### Pays-Bas septentrionaux

#### Delft

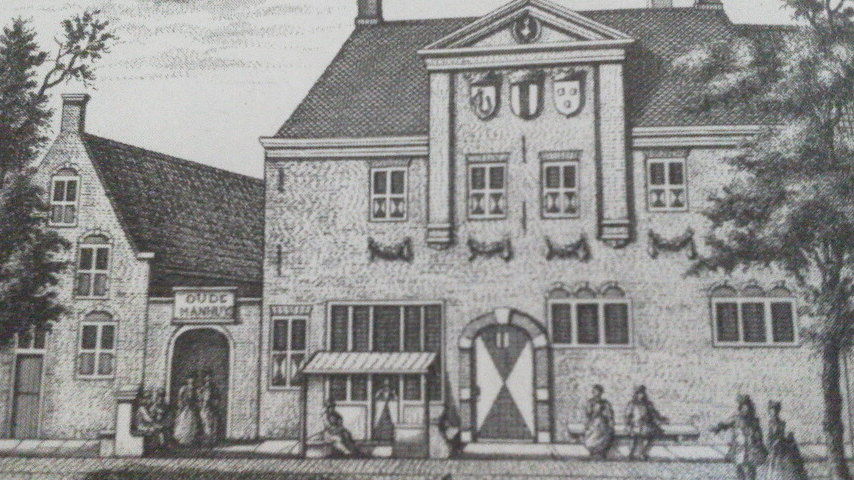
La guilde de Saint-Luc de Delft sur une gravure de 1730 (auteur inconnu).

La guilde de Saint-Luc de Delft est créée tardivement, et elle connait un essor bref mais important au XVIIe siècle sous l'influence de Vermeer.
- Jacob van Geel (membre en 1627)
- Evert van Aelst (membre le 15 mai 1632)
- Palamedes Palamedesz (actif à Anvers en 1631 puis à Delft en 1632)
- Antonie Palamedesz (membre en 1621 ou 1636, frère de Palamedes)
- Hendrick Cornelisz van Vliet (membre en 1632)
- Simon de Vlieger (membre de 1634 à 1638)
- Gerard Houckgeest (actif à Delft de 1635 à 1649)
- Emanuel de Witte (membre en 1636 à Alkmaar puis à Delft le 23 juin 1641)
- Cornelis de Man (membre en 1642)
- Willem van Aelst (membre en 1643)
- Carel Fabritius (membre en 1652)
- Johannes Vermeer (membre le 29 décembre 1653 et syndic en 1662 et 1663 puis en 1672)
- Pieter de Hooch (membre en 1655)

#### Haarlem
- Frans Hals (membre en 1610)

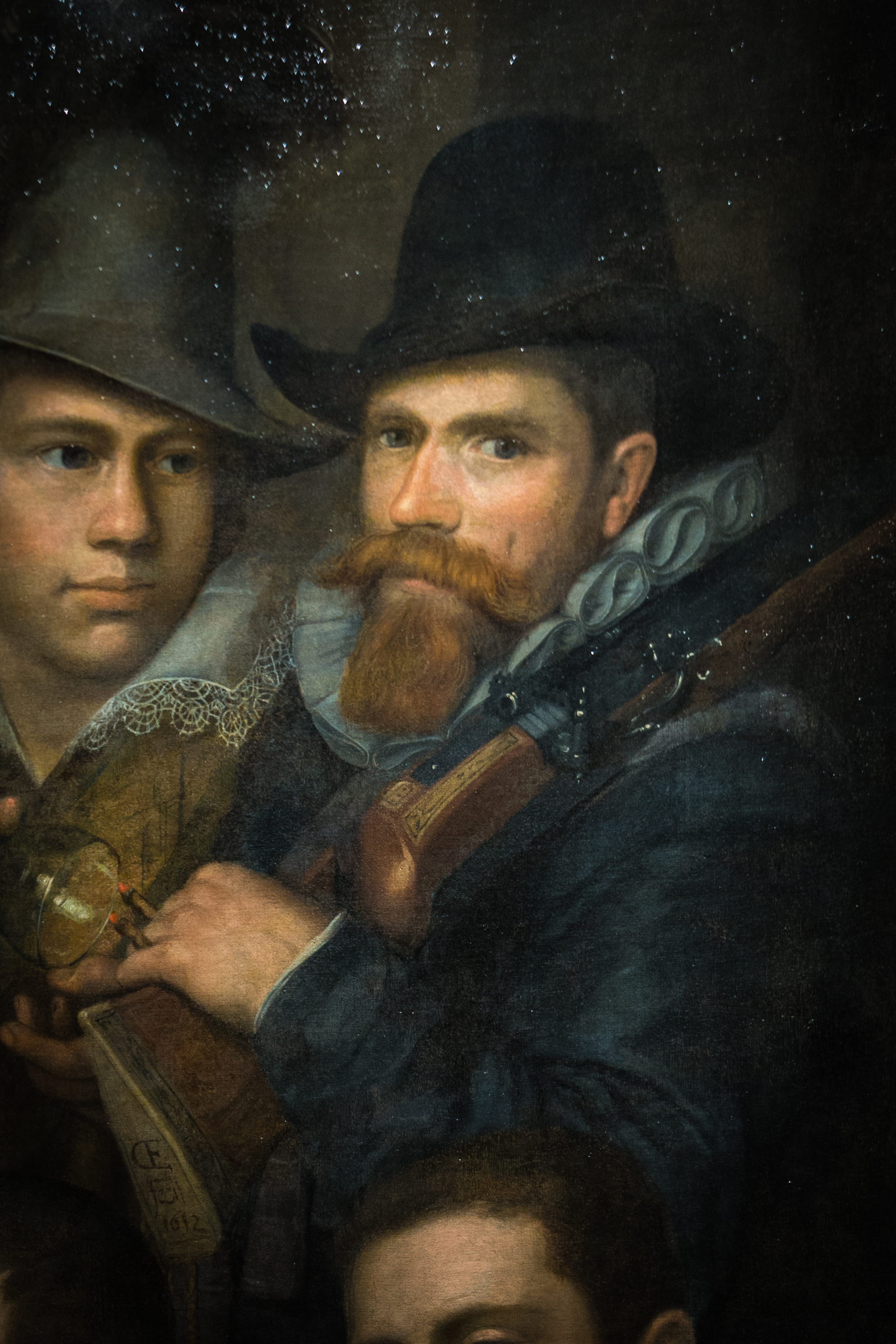
Autoportrait présumé de Cornelis Engelsz, en 1612, musée des Beaux-Arts de Strasbourg.

- Jacob van Campen (membre en 1614)
- Cornelis Engelsz (directeur en 1616)
- Jan van Goyen (membre en 1618)
- Salomon van Ruysdael (membre en 1623 et doyen en 1648)
- Hendrick Pot (doyen en 1626)
- Judith Leyster (membre en 1633)
- Adriaen van Ostade (membre en 1634, doyen en 1647 et 1661)
- Jan Wijnants (membre en 1642)
- Jacob van Ruisdael (membre en 1648)
- Dirk Helmbreker (membre en 1652)
- Gerrit Berckheyde (membre le 27 juillet 1660)
- Cornelis van Haarlem (installé à Haarlem en 1680)
- Vincent Jansz van der Vinne (membre en 1754)

#### Alkmaar
- Emanuel de Witte (membre en 1636 puis à Delft)

#### La Haye
- Adriaen Pietersz van de Venne (inscrit à la guilde de La Haye en 1625)
- Gerard Houckgeest (actif à La Haye de 1625 à 1635)
- Gerrit van Honthorst (membre en 1637, avant à Utrecht)
- Rombout Verhulst (membre en 1664)
- Pieter Hardimé (membre en 1700)
- Dirk van der Aa  (membre en 1755)

#### Berg-op-Zoom
- Gerard Houckgeest (actif à Bergen op Zoom de 1652 à 1661)

#### Leyde
- Jan van Goyen (membre en 1618)
- Jan Steen (membre en 1648)
- Pieter van Noordt (membre en 1648)
- Johannes Hannot (membre en 1650)
- Adam Pick (membre en 1653)

#### Utrecht
La guilde de Saint-Luc d'Utrecht fut fondée en 1611. Les artistes auparavant y faisaient partie de la guilde des selliers.
- Abraham Bloemaert (doyen en 1618)
- Joost Cornelisz Droochsloot (membre en 1616)
- Paulus Moreelse (doyen en 1611 [?])
- Dirck van Baburen (signalé dans les archives de la guilde d'Utrecht dès 1611)
- Jan van Bijlert (doyen en 1632 [?])
- Gerrit van Honthorst (membre en 1622 et doyen en 1627 puis La Haye)
- Cornelis van Poelenburgh (dirige un atelier en 1626)
- Adam Willaerts (membre fondateur en 1611)

## Autres pays d'Europe

### Italie
En Italie il existe également une corporation de métiers artistiques qui inclut les artistes peintres et les docteurs en médecine. La plus célèbre est celle de Florence où Léonard de Vinci fut inscrit en 1472, à l’âge de 20 ans, dans le « Livre rouge », le Campagnia de Pittori.

#### Rome
Une association des artistes de Rome fondée en 1577 porte le nom d'Académie de saint Luc. Devenue réellement active sous Federico Zuccaro, son premier directeur (ou « prince », en italien principe), en 1593, se situe près de la fontaine de Trévi. L'Académie de Saint-Luc, appelé également Accademia di belle arti di Roma est l'une des plus anciennes académies d'art d'Italie et la plus importante d'Italie, reconnue par le ministère italien de l'Éducation (ministère de l'Université et de la Recherche).

##### Florence, Venise et Bologne
Luigi Lanzi raconte qu'une société pieuse a été fondée par des peintres florentins, société qui fut nommée la Société de saint Luc, en 1349, treize années après la mort de Giotto. Son siège était établi en l'église Santa Maria Nova puis transférée à Santa Maria Novella. Mais que celle-ci ne fut pas la première contrairement aux affirmations de Baldinucci. Le même Luigi Lanzi affirme qu'il y avait à Venise avant 1290 une compagnie de peintres réunis sous l'invocation de saint Luc, ce dont Zanetti apporte la preuve, mais qui, comme les sociétés de Bologne ou de Florence étaient alors moins des académies artistiques que des écoles de piété chrétienne pour artistes.